# Loch Leacann
Loch Leacann är en sjö i Storbritannien.   Den ligger i kommunen Argyll and Bute och riksdelen Skottland, i den nordvästra delen av landet, 600 km nordväst om huvudstaden London. Loch Leacann ligger 234 meter över havet.  I omgivningarna runt Loch Leacann växer i huvudsak blandskog.